# TUE série 141 (RFFSA)
O TUE Série 141 (RFFSA), foi uma classe de trens-unidades-elétricos que pertenceram a frota da Estrada de Ferro Santos-Jundiaí, da Rede Ferroviária Federal e a Frota do Trem Metropolitano de São Paulo. Foi adquirido em 1968 para atender as regiões da capital e a Baixada Santista. A última unidade restante operou até setembro de 2001 quando a extensão operacional da Linha D-Bege (Atual Linha 10-Turquesa) foi desativada pela CPTM.

## História

### Antecedentes
Em 25 de junho de 1934 a São Paulo Railway (SPR) inaugurou o serviço de trens de médio percurso com trens-unidade-diesel na ferrovia Santos-Jundiaí. Mesmo após a estatização da ferrovia em 1946, foi feita uma nova encomenda de trens-unidade-diesel em 1952. Com uma frota ampliada, a ferrovia transportou 11 milhões de passageiros em 1955. 
No pacote da aquisição de eletrificação do trecho entre Jundiaí e Paranapiacaba e conseguimento nesse tipo de serviço a Estrada de Ferro Santos-Jundiaí sucessora da SPR recebeu três trens-unidades-elétricos batizados de "Gualixo", que atenderam os serviços com os trens elétricos até a cidade de Campinas. A EFSJ recebeu ainda os 22 trens Série 101 para as linhas de subúrbios e aptos para operação entre Santos e Jundiaí, porém com aumento das demandas dos trens de subúrbios a Série 101 acabou ficando exclusiva para operação entre Paranapiacaba e Jundiaí. Em meados dos anos 60, os trens-unidade-diesel Cometa, Estrela, Planeta e Satélite em operação por quase 30 anos começam a desfalcar a operação dos trens de médio percurso e as unidades elétricas Gualixo, com quase 20 anos de operação foram sendo utilizadas exaustivamente no trecho.

### Projeto e fabricação
Após um grave acidente na Serra do Mar em 15 de janeiro de 1968 que causou a morte de cinco pessoas e ferimentos em outras setenta e oito , a Santos-Jundiaí encomendou a fabricação de 26 novos carros de passageiros para emprego nos serviços entre Santos, São Paulo e Campinas (um novo contrato entre a Santos-Jundiaí e a Companhia Paulista previu a ampliação do número de trens entre Santos e Campinas).

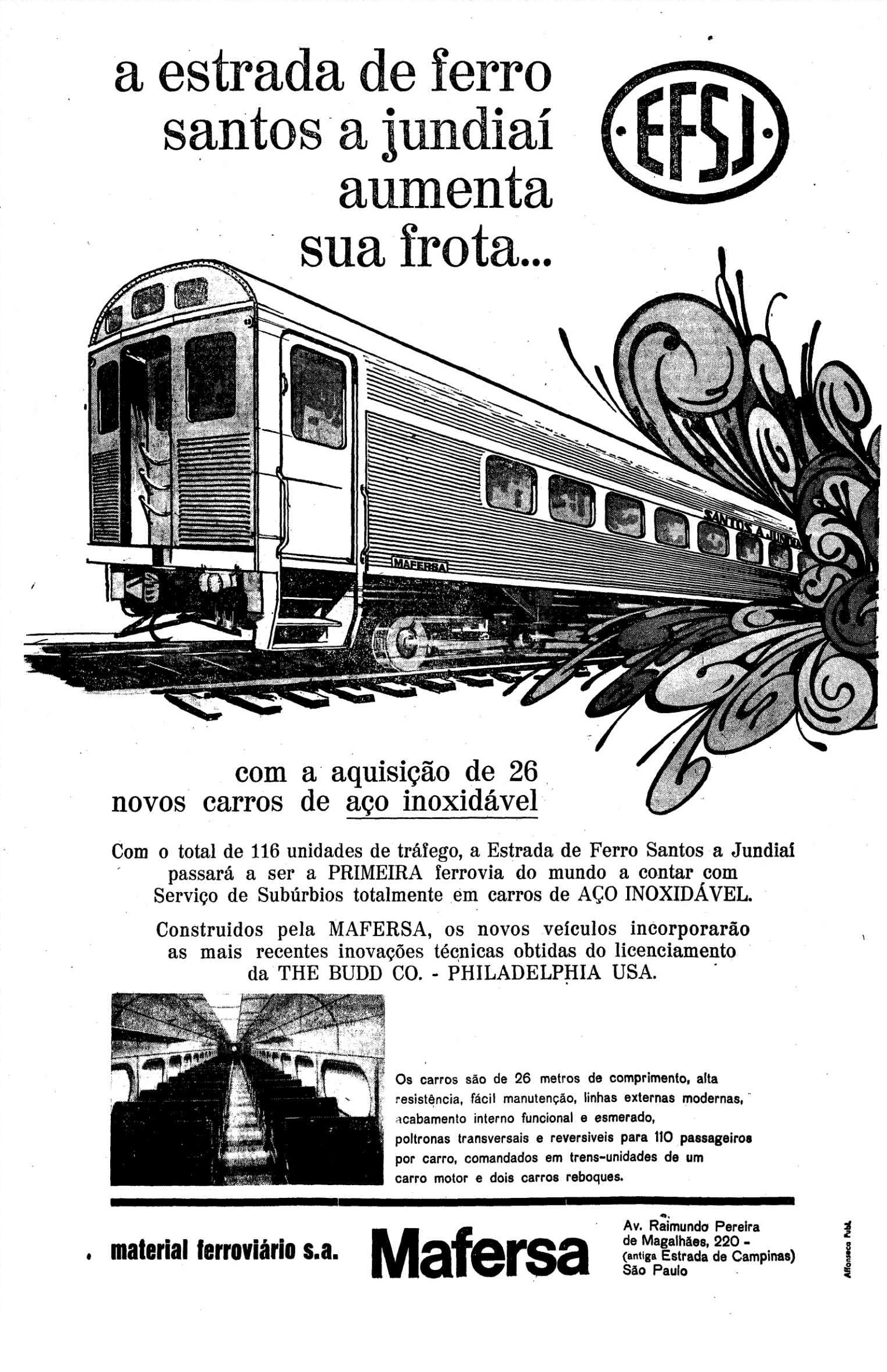
Anúncio da EFSJ sobre a compra dos novos trens Série 141.

O contrato foi assinado com a Mafersa, com os 26 carros divididos da seguinte forma:
| Tipo                 | Quantidade |
| -------------------- | ---------- |
|                      |            |
| Carro Motor          | 6          |
| Carro Reboque-Cabine | 6          |
| Carro Reboque        | 14         |
| Total                | 26         |

A Santos-Jundiaí recebeu os 26 carros entre 1969 e 1971:
| Ano   | Quantidade |
| ----- | ---------- |
| 1969  | 14         |
| 1970  | 6          |
| 1971  | 6          |
| Total | 26         |

### Descrição
A capacidade das composições era de 110 passageiros sentados por carro, ambas possuíam sanitários e sistema de ventilação. O carro motor com cabine pesava 73.600 kg, enquanto o carro reboque pesava 49.500 kg, e o carro reboque com cabine 50.300 kg. A estrutura dos carros era de aço inox, com engate tipo Tiglock AAR, Freios Wustenhausen com truque tipo General Steel Castings de bitola de 1,60 m, Motor de tração General Electric tipo GE-754A com alimentação via rede aérea de 3000V e a velocidade máxima era 110 km por hora. 

### Operação
Os primeiros carros chegaram em 10 de julho de 1969. A viagem inaugural entre São Paulo e Santos ocorreu em 7 de dezembro de 1969. O TUE Série 141 foi o principal trem empregado no trajeto entre Santos-São Paulo-Campinas até 1977 quando foi implantando o Trem Húngaro. Mais confortável, o Trem Húngaro passou a ser procurado pela maioria dos passageiros enquanto que o TUE Série 141 foi relegado ao segundo plano, sendo rebatizado "Trem Expresso".
Em 1982 o Trem Expresso transportava apenas 180 passageiros por dia, insuficiente para ocupar dois carros.
As composições trafegavam no eixo Santos-São Paulo-Campinas e há registros da operação do trem até Araraquara- São Paulo. Os trens Série 141 desciam à Serra de Santos inicialmente pelo sistema funicular conhecido como Serra Nova e com a inauguração do sistema cremalheira, desciam tracionados por locomotivas Hitachi E rebocados de Raiz da Serra até o Valongo por locomotivas diesel. Haja visto que o trecho entre Raiz da Serra e Santos nunca foi eletrificado.  Em 1996, os serviços com os denominados Litorinas são suprimidos entre os trechos operacionais, sendo encostadas todas as unidades no Pátio da Lapa.

### Trem dos Romeiros
Alguns carros da Série 141 foram revisados para um novo tipo de serviço, o "Trem dos Romeiros", tratava-se de um serviço prestado entre as estações Luz e Aparecida do Norte, a operação foi curta, com início em 1992 e durou até o segundo semestre de 1993. O serviço era atendido apenas com os carros tracionados por uma locomotiva GE U20C Partindo da estação Luz às 7 horas e 25 minutos e retornando às 15 horas e 25 minutos.

### CPTM (1996-2001)
Em 1997 a CPTM passou a empregar um trem da Série 141 para realizar o trajeto entre Paranapiacaba e Rio Grande da Serra. A operação do trem Série 141 ocorreu até a desativação do trecho em setembro de 2001. A frota desativada da Série 141 foi dividida entre dois pátios. Os trens Série 141 desativados em 1996 pela Rede Ferroviária Federal foram estacionados no Pátio Pari, sendo destruídos por um incêndio provocado por vândalos em 2001. O trem-unidade restante operado pela CPTM foi estacionado no Pátio da Lapa. Posteriormente os trens destruídos no Pari foram transportados para a Lapa, onde aguardam destinação. Alguns carros atualmente já estão sendo desmanchados.